# تبارزایی مولکولی

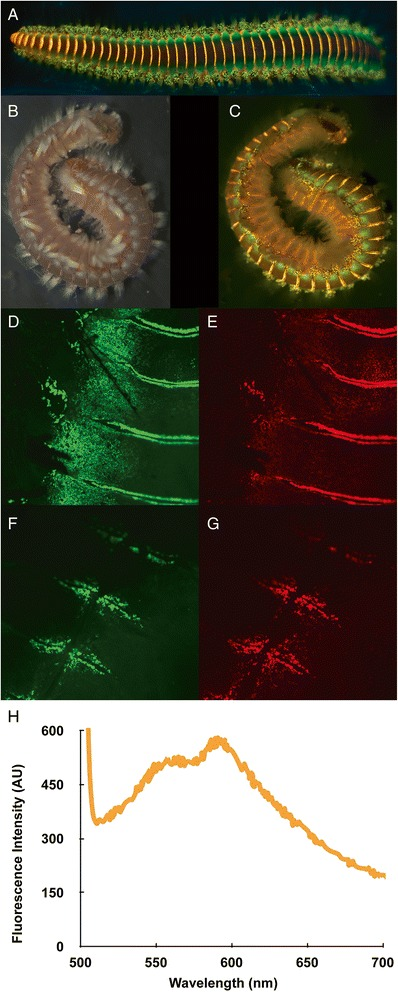
تبارزایی مولکولی

تبارزایی مولکولی یا فیلوژنتیک مولکولی (به انگلیسی: Molecular phylogenetics)، به معنی استفاده از ساختار مولکول‌ها برای دست‌یابی به ارتباطات فرگشتی جانداران است. نتیجه تحلیل‌های فیلوژنتیک مولکولی به شکل یک درخت تبارزایی نمایش داده می‌شود.

## تکنیک‌ها و کاربردها
هر موجود زنده حاوی دی‌ان‌ای، آران‌ای و پروتئین‌هاست. جاندارانی که بیشتر به هم نزدیک هستند ساختار مولکولی شبیه‌تری دارند، درحالی‌که مولکول‌های جاندارانی که از هم دورتر هستند ناهمسانی بیشتری دارند. انتظار می‌رود توالی‌های حفظ‌شده در دی‌ان‌ای میتوکندریایی، به مرور جهش‌ها را در طول زمان انباشته کنند. با فرض نمودن سرعت ثابتی برای جهش‌ها، ساعت مولکولی برای تخمین زمان انشعاب ایجاد می‌شود. تبارزایی مولکولی از این داده‌ها برای ترسیم یک «درخت ارتباط» استفاده می‌کند که فرگشت احتمالی انواع جانداران را نشان می‌دهد. تا همین چند دهه اخیر، جداسازی و شناسایی این ساختارهای مولکولی ممکن نبود.
روش رایج، مقایسه توالی‌های همساخت ژن‌ها به وسیله هم‌ردیفی توالی برای کشف شباهت‌هاست. دیگر کاربرد فیلوژنی مولکولی در بارکد دی‌ان‌ای است، به این شکل که نوع گونه یک جاندار با بررسی بخش کوچکی از دی‌ان‌ای میتوکندریایی او شناسایی می‌شود. دیگر کاربرد این تکنیک در زمینه محدود ژنتیک انسان است، برای نمونه استفاده از تست ژنتیک برای تعیین والد بچه، همچنین شاخه نوظهور پزشکی قانونی برای کشف شواهد با انگشت‌نگاری دی‌ان‌ای (دی‌ان‌ای فینگرپرینتینگ).